# Seimatosporium lonicerae
Seimatosporium lonicerae är en svampart som först beskrevs av Mordecai Cubitt Cooke, och fick sitt nu gällande namn av Shoemaker 1964. Seimatosporium lonicerae ingår i släktet Seimatosporium och familjen Amphisphaeriaceae.   Inga underarter finns listade i Catalogue of Life.